# Kataban
Kataban (arabsko مملكة قتبان) Angleži imenujejo Qataban, je bilo eno od starodavnih plemenskih jemenskih kraljestev, ob Minejskem kraljevstvu, Hadramaut in Saba. Razprostiralo se je v vadiju Bajhan, prostrani dolini v osrednjem Jemnu.
Kot druga južnojemenska kraljestva, je tudi Katabanov razvoj temeljil na trgovini s kadilom in drugimi dragocenimi eksotičnimi surovinami, ki so šle preko njihovega ozemlja. Prestolnica Katabana, Timna, je bila vmesna postaja, preko katere je šla karavanska pot (zahodni krak te poti) in blago iz južnega Jemna in Omana. Vrhovno božanstvo Katabancev je bil Amm, sami sebe pa so imenovali Otroci Amma.
Kraljestvo Kataban je v drugi polovici 1. tisočletja pr. n. št. postalo najmogočnejše in najbolj znano jemensko kraljestvo, vladar Katabana se je imenoval mukarib, kar je bil naslov, ki je označeval vladarja plemenske zveze.

## Zgodovina
Izvor nastanka kraljestva Kataban še vedno ni poznan. Pred koncem 8. st. pr. n. št. so ozemlje osvojili Sabejci za kralja Jita'amara Vatara I.. Po tem je bil Kataban vazalna država Sabskega kraljestva. Hitro je Kataban prišel pod oblast drugega sosednjega plemenskega kraljestva Ausana. Za njimi so ga ponovo zavzeli Sabejci in je ponovno postal njihova vazalna država. Kataban je izkoristil položaj in zavzel sosednji Ausan ter si uspel podvreči celotno območje ob obali Indijskega oceana.
Še danes je odprto vprašanje v kakšni meri je lahko Kataban kontroliral pomorsko trgovino z Afriko in Indijo. V vsakem primeru je bila južna obala Jemna, tudi neposredno pred popolno neodvisnostjo Katabana, v času Sabejskega vladarja Sumuhu'ali Janufa III., pod kontrolo Sabejcev.
Pred koncem 4. ali v začetku 3. st. pr. n. št. se je Kataban, v času vladavine kralja Jada'ib Jigala, verjetno v zavezništvu s sosednjima kraljestvoma Minej (Ma'in) in Hadramaut, uspel osvoboditi Sabejske hegemonije.
Od tedaj so kraljestvu Kataban vladala plemena zastopana v katabanski skupščini; Radman, Madaj, Almalik in Jahir in plemena, ki so nekoč tvorila kraljestvo Ausan; Ausan, Kahad, Dahas, Tubanav. Uspeli so zavzeti Kraljestvo Hadramaut, v času vladavine Jada'ib Dubjan Juhan'ima (220 - 205 pr. n. št..)  ter poraziti pleme Amir. To je bil vrhunac moći kraljestva Kataban, uspeli so zavladati velikemu delu notranjosti Jemna in obalni ravnici in kar je najvažnejše, dosegli so kontrolo nad Potjo kadila. Od kralja Haufi'amm Juhan'im II. dalje, pet naslednjih generacij, katabanski vladarji nosijo naziv Mukarib, to je naziv, ki je pomenil nekaj več od običajnega kralja plemena, to je bila oznaka vladarja plemenske zveze.
Glavno mesto države je bilo Timna, ki se je nahajalo na zahodnem kraku Poti kadila. Kot druga južno arabska kraljestva, je bil tudi Kataban pomembno odvisen od trgovine s kadilom. Kratko obdobje v času vladanja kralja Šar Jigal Juhargiba II. (od 80. pr. n. št.), je Kataban celo povečal svojo kontrolo nad Potjo kadila. To ni dolgo trajalo, saj so se ob pomoči Sabejcev vsi uprli Katabancem, tudi sosednji Himjar je nepričakovano razglasil neodvisnost.
Zahodni Kataban in nekaj kasneje Minej (Ma'in) so padli pod oblast Sabejskega kraljestva in Himjara in s tem je bilo konec velikega kraljestva Kataban in njengove hegemonije nad starodavnim Jemnom. Moč kraljev je začela slabeti, tako je vladar Šahr Jigal Juhargib III. izgubil kontrolo nad osrednjimi plemeni. Okoli leta 100 je Timna izgubila status prestolnice, ki je bila preseljena 15 km južneje v Du-Gail.
Kraljestvo Kataban je končno propadlo okoli leta 150 n. št., ko je vladar Hadramauta Jadi ab Gailan II. zavzel še zadnje dele nekoč mogočnega kraljestva.

## Kralji Katabana
| Ime                                | Vrijeme vladanja       |
| ---------------------------------- | ---------------------- |
| Varav il                           | okoli 450. pr. n. št.  |
| Prekid dinastije                   |                        |
| Šar Jigal I.                       |                        |
| Haufi amm Juhan im I.              |                        |
| Jada ib Jigal I.                   | od 375. pr. n. št.     |
| Jada ib Januf Juhan im             |                        |
| Haufi amm Juhan im II.             |                        |
| Šar Jigal Juhargib                 | od 80. pr. n. št.      |
| Jada'ib Dubjan Juhan'im            | od 220-205. pr. n. št. |
| Šar Gailan I.                      |                        |
| Šar Hilal I.                       |                        |
| Prekid dinastije                   |                        |
| Šar Gailan II.                     |                        |
| Jada'ib Dubjan Juhargib            |                        |
| Šar Jigal II.                      |                        |
| Šar Hilal II.                      |                        |
| Šar Hilal III.                     |                        |
| Šar Jigal Juhargib II.             |                        |
| Kraj kraljevstva, Prekid dinastije |                        |
| Haufi'amm Juhan'im III.            |                        |
| Šar Jigal Juhargib III.            |                        |
| Varav'il Gailan Juhan'im           |                        |
| Fara'karib II.                     |                        |
| Jigal Juhargib                     |                        |
| Fara'karib III.                    |                        |
| Šar Hilal Juhakbid                 |                        |
| Nabat Juhan'im                     | od 140./41. god.       |
| Martad                             | od 160. god.           |